# Georg Wannagat
Georg Paul Wannagat (* 26. Juni 1916 in Brzeziny; † 7. September 2006 in Kassel) war ein deutscher Jurist. Bekanntheit erlangte er durch seine zahlreichen Veröffentlichungen zum Sozialrecht und in seiner Funktion als Präsident des Bundessozialgerichts.

## Werdegang
Georg Paul Wannagat wurde als Sohn des evangelischen Pfarrers Albert Ludwig Wannagat und seiner Frau Lucie Adeline, geb. Jahn, in Brzeziny östlich von Lodz im Wartheland (Polen) geboren. Er studierte Jura in Warschau und an der Universität Erlangen. 1938 legte er die erste, 1943 die zweite juristische Staatsprüfung ab. Er promovierte zum Dr. jur.
Berufstätig war Wannagat nach 1945 zunächst in der Stadtverwaltung Bayreuth sowie als Rechtsanwalt, spezialisiert auf das Recht der sozialen Rentenversicherung.
Von 1952 bis 1954 wirkte er als Kammervorsitzender beim Württembergischen Oberversicherungsamt in Stuttgart. 1954 wechselte Wannagat mit deren Errichtung in die Sozialgerichtsbarkeit, zunächst als Landessozialgerichtsrat am Landessozialgericht Baden-Württemberg in Stuttgart. 1962 wurde er Präsident des Landessozialgerichts Hessen. Von 1969 bis zu seiner Pensionierung 1984 war Wannagat schließlich Präsident des Bundessozialgerichts.
Seine wissenschaftliche Karriere führte in den Jahren 1965 und 1967 zu Honorarprofessuren an der Eberhard Karls Universität Tübingen und der Johann Wolfgang Goethe-Universität Frankfurt am Main.
Auf dem Gebiet des Sozialrechts initiierte Wannagat 1969 die „Richterwoche des Bundessozialgerichts“ in Kassel. Im Jahr 1972 regte er die Gründung des heutigen Max-Planck-Instituts für Sozialrecht und Sozialpolitik an; am 1. März 1976 nahm eine Projektgruppe die Arbeit auf, 1980 wurde diese in ein Institut überführt.

## Schriften (Auswahl)
- Lehrbuch des Sozialversicherungsrechts. Band 1. Mohr (Siebeck), Tübingen 1965.
- als Herausgeber: Kassel als Stadt der Juristen (Juristinnen) und der Gerichte in ihrer tausendjährigen Geschichte. Heymanns Verlag, Köln 1990, ISBN 978-3-452-21801-8.